# Hortense a dit : « Je m'en fous ! »
Hortense a dit : « Je m'en fous ! » est une pièce en un acte de Georges Feydeau représenté pour la première fois sur la scène du Palais-Royal, le 14 février 1916 avec notamment Raimu.

## Résumé
Le cabinet du dentiste Follbraguet. À peine le dentiste vient-il de soigner monsieur Vildamour, qu'il doit calmer la colère de son épouse. Celle-ci s'est querellé avec Hortense, la femme de chambre, qui a répondu : « Je m'en fous ! » aux observations qu'elle lui adressait ; elle exige que son mari la renvoie. Cependant, lorsque Hortense montre son livre de comptes à Follbraguet, elle se comporte avec tant d'adresse que, loin de la congédier, son patron augmente ses gages. Furieuse, madame Follbraguet menace de quitter le domicile conjugal et comme elle insinue que son mari est l'amant d'Hortense, Adrien, le valet de chambre, fiancé d'Hortense, provoque le dentiste en duel. Dans l'espoir d'être à son tour augmentée, la cuisinière dit : « Je m'en fous ! » à son maître. Il la chasse. Réapparaît alors Vildamour qui souffre trop pour attendre le rendez-vous fixé par le dentiste ; les soins que lui administe ce dernier sont bientôt interrrompus par une nouvelle dispute conjugale. Chacun des époux quitte la maison. Vildamour reste seul dans le cabinet dentaire.

## Acteurs et actrices ayant créé les rôles
| Personnages          | Acteurs            |
| -------------------- | ------------------ |
| MM. Follbraguet      | Firmin Gémier      |
| M. Jean              | Victor Henry       |
| Vildamour            | Raimu              |
| Leboucq              | Gabin              |
| Adrien               | Mondos             |
| Marcelle Follbraguet | Mme A. Cassive     |
| Hortense             | Jeanne Cheirel     |
| Mme Dingue           | Catherine Fonteney |
| La cuisinière        | Volange            |

## Enregistrement audio
La pièce a été diffusée le 5 novembre 1953 dans le cadre de l'émission radiophonique Le théâtre où l'on s'amuse, interprétée par  Sophie Desmarets, Jacqueline Maillan, Paule Emmanuelle, Pierre Destailles, Maurice Biraud, Roger Pierre, Jean-Marc Thibault. Conservée aux archives sonores, elle est accessible en ligne.    